# Seeg

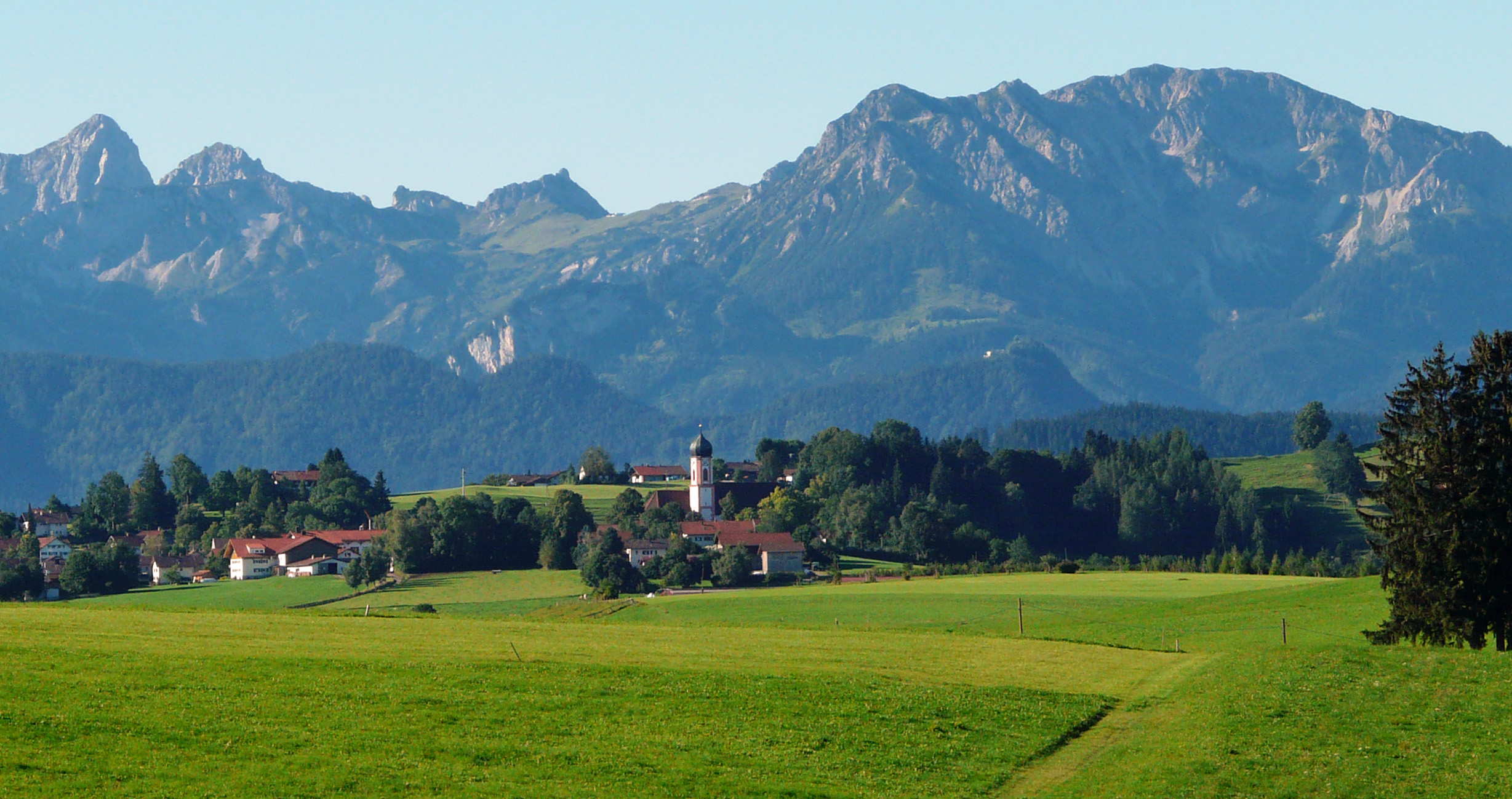
Seeg vor den Tannheimer Bergen

Der Seeg ist eine Gemeinde im schwäbischen Landkreis Ostallgäu. Der gleichnamige Hauptort ist ein Luftkurort und Sitz der Verwaltungsgemeinschaft Seeg, dessen Mitglied die Gemeinde ist.

## Geografie

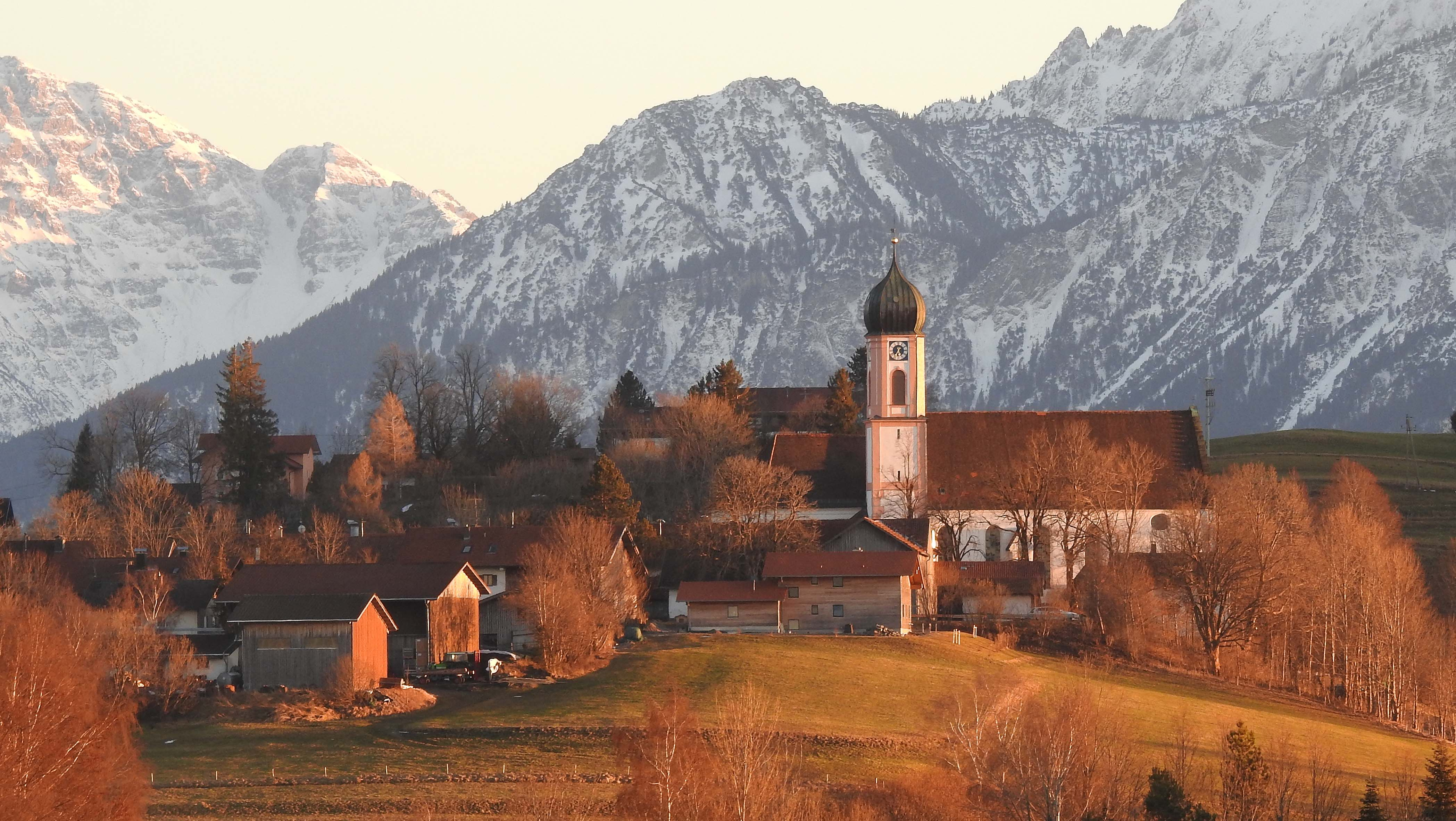
Seeg mit Pfarrkirche St. Ulrich von Norden

### Lage
Die Gemeinde liegt in der Region Allgäu. Die Landschaft rund um Seeg ist hügelig mit ausgedehnten Weideflächen, Mooren und vielen kleinen bis mittelgroßen Seen. Zu den bekanntesten gehören die beiden Seeger Seen und der Schwaltenweiher.
Die Höhenlage der Gemeinde beträgt 783 m ü. NHN (Mündung des Lengenwanger Mühlbachs in die Lobach) bis 1018 m ü. NHN (am Senkelekopf).

### Gemeindegliederung
Es gibt 49 Gemeindeteile (in Klammern ist der Siedlungstyp angegeben):
- Albatsried (Dorf)
- Amberg (Weiler)
- Anwanden (Weiler)
- Aufmberg (Dorf)
- Bach (Weiler)
- Beichelstein (Einöde)
- Berkmühle (Weiler)
- Biedings (Weiler)
- Brandstatt (Einöde)
- Buchach (Weiler)
- Burk (Dorf)
- Dederles (Weiler)
- Engelbolz (Weiler)
- Enzenstetten (Dorf)
- Felben (Weiler)
- Goimenen (Einöde)
- Greit (Weiler)
- Gsöllen (Einöde)
- Hack (Weiler)
- Hebern (Einöde)
- Hitzleried (Dorf)
- Hochstraß (Einöde)
- Hollen (Einöde)
- Hörmatzen (Weiler)
- Kirchthal (Kirchdorf)
- Laich (Weiler)
- Langegg (Weiler)
- Lobach (Dorf)
- Lobacherviehweide (Dorf)
- Obermühle (Einöde)
- Oberreuten (Weiler)
- Rennbothen (Weiler)
- Ried (Dorf)
- Riedegg (Weiler)
- Roßfallen (Einöde)
- Schnarren (Einöde)
- Schwalten (Einöde)
- Schwarzenbach (Weiler)
- Schweinegg (Weiler)
- Seeg (Pfarrdorf)
- Seeweiler (Dorf)
- Senkele (Alm)
- Straß (Einöde)
- Sulzberg (Dorf)
- Tannenmühle (Einöde)
- Unterhalden (Weiler)
- Unterreuten (Weiler)
- Wiesleuten (Weiler)
- Zeil (Einöde)

Es gibt die Gemarkungen Seeg, Enzenstetten, Hack, Langegg, Osterwald und Senkelewald.
- Gemarkung Seeg mit Albatsried, Biedings, Buchach, Burk, Engelbolz, Greit, Hitzleried, Hochstraß, Hörmatzen, Kirchthal, Laich, Lobach, Lobacherviehweide, Obermühle, Ried, Riedegg, Schnarren, Schwalten, Seeg, Seeweiler, Sulzberg und Wiesleuten;
- Gemarkung und ehemalige Steuergemeinde Langegg mit Beichelstein (ehemalige Steuergemeinde Seeg, aber heutige Gemarkung Langegg), Brandstatt, Goimenen, Gsöllen, Hebern, Langegg, Roßfallen, Senkele und Unterhalden;
- Gemarkung und ehemalige Gemeinde Enzenstetten mit Amberg, Anwanden, Aufmberg, Bach, Berkmühle, Dederles, Enzenstetten, Felben, Hollen, Oberreuten, Rennbothen, Schwarzenbach, Schweinegg, Straß, Tannenmühle, Unterreuten und Zeil;
- Gemarkung und ehemalige Exklave Hack.

Enzenstetten war bis zum 31. März 1971 eine selbständige Gemeinde. Bis dahin war Hack eine Exklave der Gemeinde Seeg. Langegg war vor der Gemeindebildung eine Steuergemeinde. Osterwald und Senkelewald waren früher gemeindefreie Gebiete und sind unbewohnt.

## Geschichte

### Bis zur Gemeindegründung
Zwischen 1138 und 1147 erfolgte die erste urkundliche Nennung Seegs. Der Ministeriale Suuiker de Seekka bezeugte in Weihenstephan eine Urkunde. Die Schreibweise für Seeg wechselte im Laufe der Jahrhunderte: Seege, Seegi, Seeche, Secke, Seigg, Sögke.
Seeg gehörte zum Hochstift Augsburg, das hier ein eigenes Amtmannamt innerhalb der Pflege Füssen unterhielt. Mit dem Reichsdeputationshauptschluss von 1803 kam der Ort zu Bayern. Im Jahr 1818 wurde die Gemeinde gegründet.

### 20. Jahrhundert
Im Jahr 1958 wurde Seeg als Erholungsort anerkannt, im Dezember 1987 wurde dem Hauptort das Prädikat Luftkurort verliehen. Um den rückläufigen Touristenzahlen infolge des Baus der Bundesautobahn 7 entgegenzuwirken, die um Seeg herumführt, entwickelte die Gemeinde Ende der 2000er Jahre ein Tourismuskonzept, das an die Imkereitradition anknüpft und nennt sich seitdem „Honigdorf“. Im Rahmen des vom LEADER-Programm der Europäischen Union geförderten Projekts wurde eine Erlebnisimkerei eingerichtet und ein Bienenlehrpfad angelegt.

### Eingemeindungen
Im Zuge der Gebietsreform in Bayern wurde am 1. April 1971 die Gemeinde Enzenstetten eingegliedert.
Am 1. Januar 1977 wurde das gemeindefreie Gebiet Senkelewald aufgelöst. Der größte Teil kam zur Gemeinde Seeg und erweiterte diese im Osten (heute Gemarkung Senkelewald innerhalb der Gemeinde Seeg), und der Rest ging an die östlich angrenzende Gemeinde und Gemarkung Roßhaupten.
Am 1. Januar 1981 wurde das gemeindefreie Gebiet Osterwald aufgelöst. Der Großteil mit 506,79 Hektar kam zur Gemeinde Seeg und erweiterte diese nach Nordosten (heute Gemarkung Osterwald innerhalb der Gemeinde Seeg), und der Rest ging an die nördlich angrenzenden Gemeinden Lengenwang und Marktoberdorf (dort zur Gemarkung Sulzschneid).

### Einwohnerentwicklung
| Jahr      | 1970 | 1987 | 1991 | 1995 | 2000 | 2005 | 2010 | 2015 | 2020 |
| Einwohner | 2318 | 2276 | 2652 | 2752 | 2811 | 2850 | 2804 | 2923 | 2955 |

Seeg wuchs von 1988 bis 2008 um 482 Einwohner bzw. ca. 21 %. Zwischen 1988 und 2018 wuchs die Gemeinde von 2346 auf 2989 um 643 Einwohner bzw. um 27,4 %.

## Politik

### Gemeinderat
Die Gemeinderatswahl 2020 erbrachte folgende Sitzverteilung:
- Gemeinsame Zukunft Seeg (GZS): 10 Sitze
- Demokratische Bürger Seeg (DBS): 4 Sitze

### Bürgermeister
Von 2014 bis 2025 war Markus Berktold (CSU) Bürgermeister. Er wurde von der Wählergemeinschaft „Zukunft Seeg“ aufgestellt.
Am 11. Januar 2023 wurde Berktold wegen Verdachts des gewerbsmäßigen Betrugs, StGB § 263 Abs. 3 S. 2 Nr. 1 StGB festgenommen und befand sich danach in Untersuchungshaft. Am 11. Januar 2024 sprach das Landgericht Nürnberg-Fürth Berktold wegen gemeinschaftlichen Betrugs, Untreue und einem Verstoß gegen das Waffengesetz schuldig und verurteilte ihn zu einer Haftstrafe von fünf Jahren und sechs Monaten. Mit Beschluss vom 20. Februar 2025 hat der Bundesgerichtshof die Revision Berktolds gegen das Urteil verworfen.
Am 29. Juni 2025 wurde der parteilose Lorenz Schnatterer zum neuen Bürgermeister gewählt.

### Wappen
|                                                    | Blasonierung: „In Rot ein silbernes Segelboot.“ |
| Das Wappen wurde von Helga Lenkeit 1950 entworfen. |                                                 |

## Kultur und Sehenswürdigkeiten
Die Kirche St. Ulrich am Westrand von Seeg gilt als eine der bedeutendsten Rokokokirchen Bayerns. Das als „kleine Wies“ bezeichnete, 1725 geweihte, Gotteshaus wurde von Johann Jakob Herkomer entworfen und mit Fresken und Malereien von Balthasar Riepp und Johann Baptist Enderle ausgestattet. Die letzte umfassende Renovierung erfolgte unter Pfarrer Alois Meisburger (verstorben 2007) in den Jahren 2004 bis 2007 mit Unterstützung des Landes Bayern, der Deutschen Stiftung Denkmalschutz und privater Spenden.
Mit dem Burgstall Burk befindet sich ein ehemaliger Adelssitz im Gemeindegebiet, der ein anschauliches Beispiel einer hochmittelalterlichen Turmhügelburg in Bayern darstellt.

## Wirtschaft und Infrastruktur

### Wirtschaft einschließlich Land- und Forstwirtschaft
Es gab 2017 nach der amtlichen Statistik im Bereich der Land- und Forstwirtschaft neun, im produzierenden Gewerbe 179 und im Bereich Handel und Verkehr 115 sozialversicherungspflichtig Beschäftigte am Arbeitsort. In sonstigen Wirtschaftsbereichen waren am Arbeitsort 261 Personen sozialversicherungspflichtig beschäftigt. Sozialversicherungspflichtig Beschäftigte am Wohnort gab es insgesamt 1194. Im verarbeitenden Gewerbe gab es einen, im Bauhauptgewerbe drei Betriebe.

Zudem bestanden im Jahr 2016 124 landwirtschaftliche Betriebe mit einer landwirtschaftlich genutzten Fläche von 3328 ha, davon waren 3186 ha Dauergrünfläche.

### Verkehr
Der Haltepunkt Seeg liegt an der Bahnstrecke Marktoberdorf–Füssen. Es bestehen Verbindungen nach Augsburg sowie München.
Seit Mai 2024 hält zudem der DAV BergBus (Linie 996) Richtung Wieskirche und München-Pasing am Bahnhof Seeg. Die Buslinie wird nur während der Sommersaison am Wochenende bedient und liegt komplett im Tarifgebiet des MVV.

### Bildung
Im Jahr 1999 gab es folgende Einrichtungen:
- ein Kindergarten mit 125 Plätzen und 115 Kindern
- eine Grundschule mit zwölf Lehrern und 250 Schülern

### Wasserversorgung
Die gemeindliche Wasserversorgung erfolgt über den sog. Koppbrunnen am südöstlichen Ortsrand und ist durch ein ca. 34 ha großes Wasserschutzgebiet geschützt. Der Gemeindeteil Lobacherviehweid und diverse Einzelanwesen und Weiler haben eigene Versorgungen.

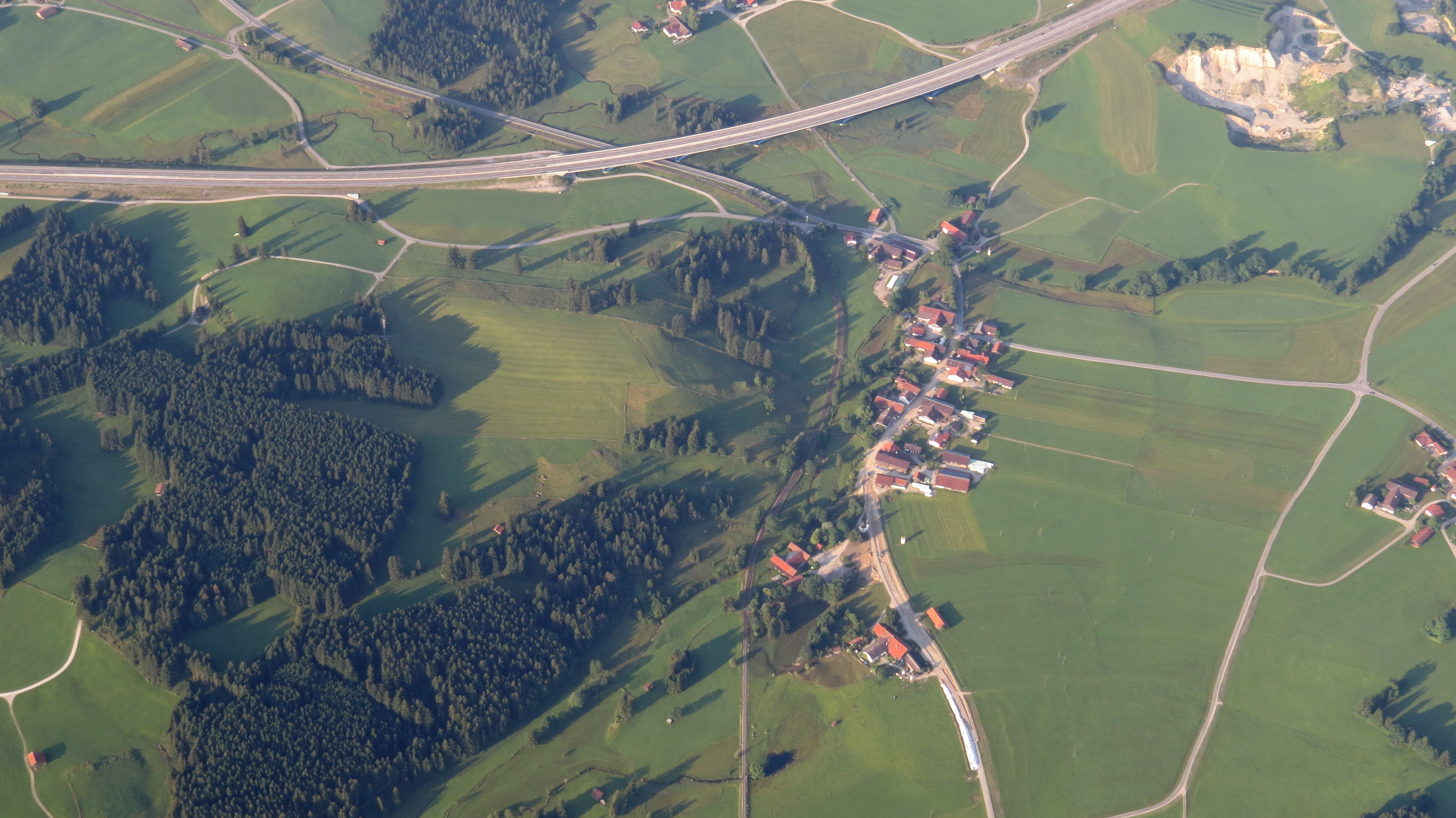
Enzenstetten von oben
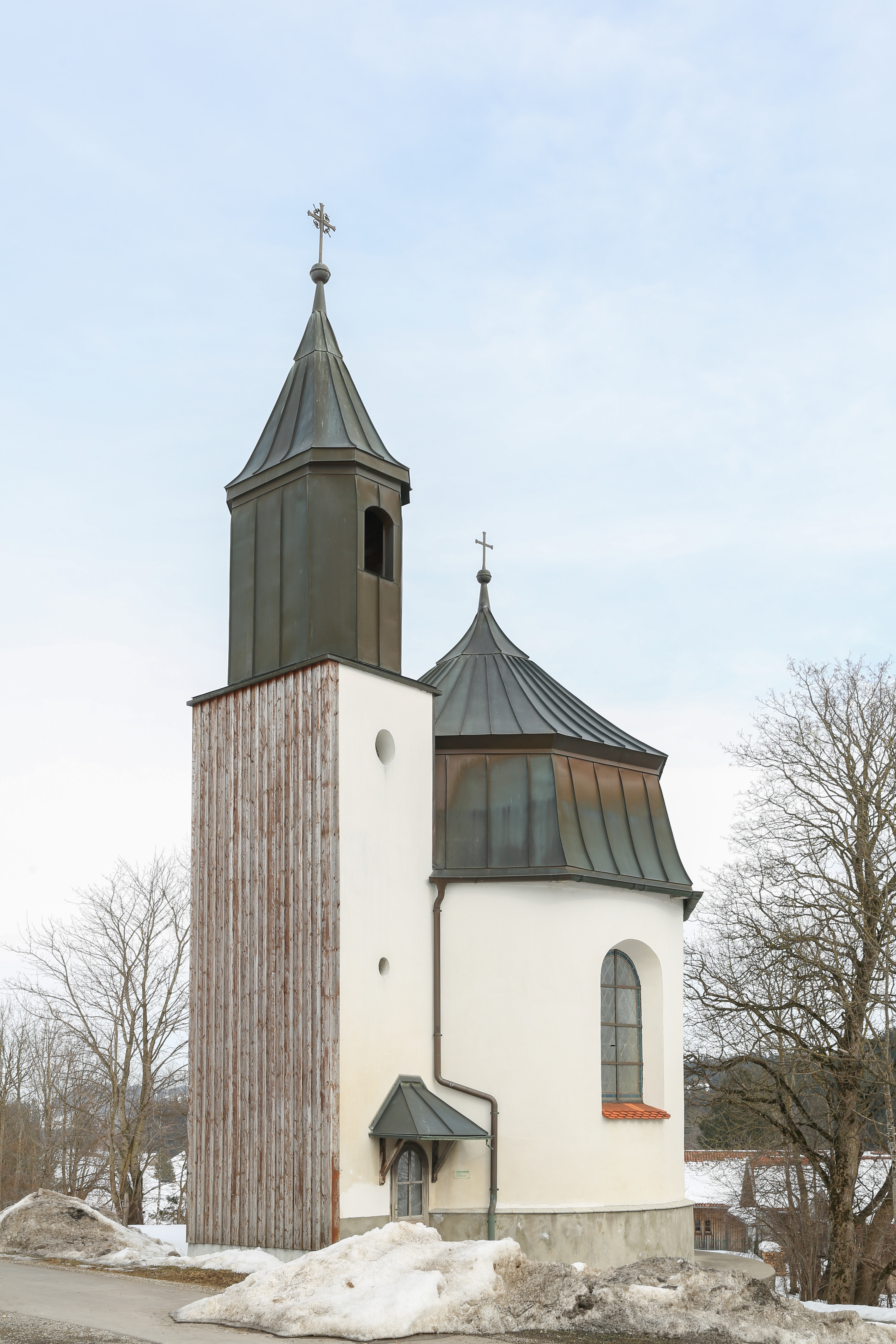
Kapelle Dreifaltigkeit in Enzenstetten
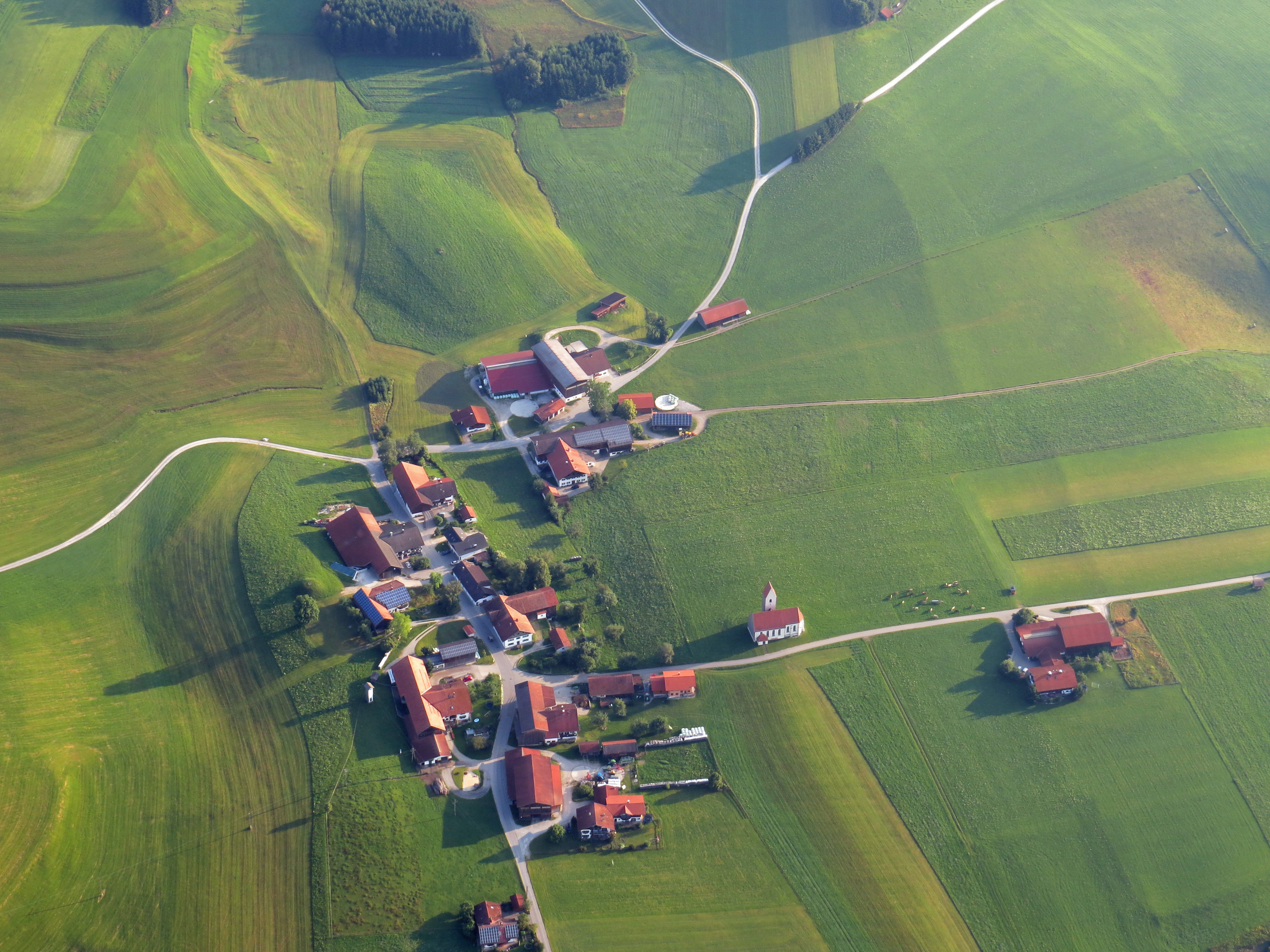
Kirchthal von oben
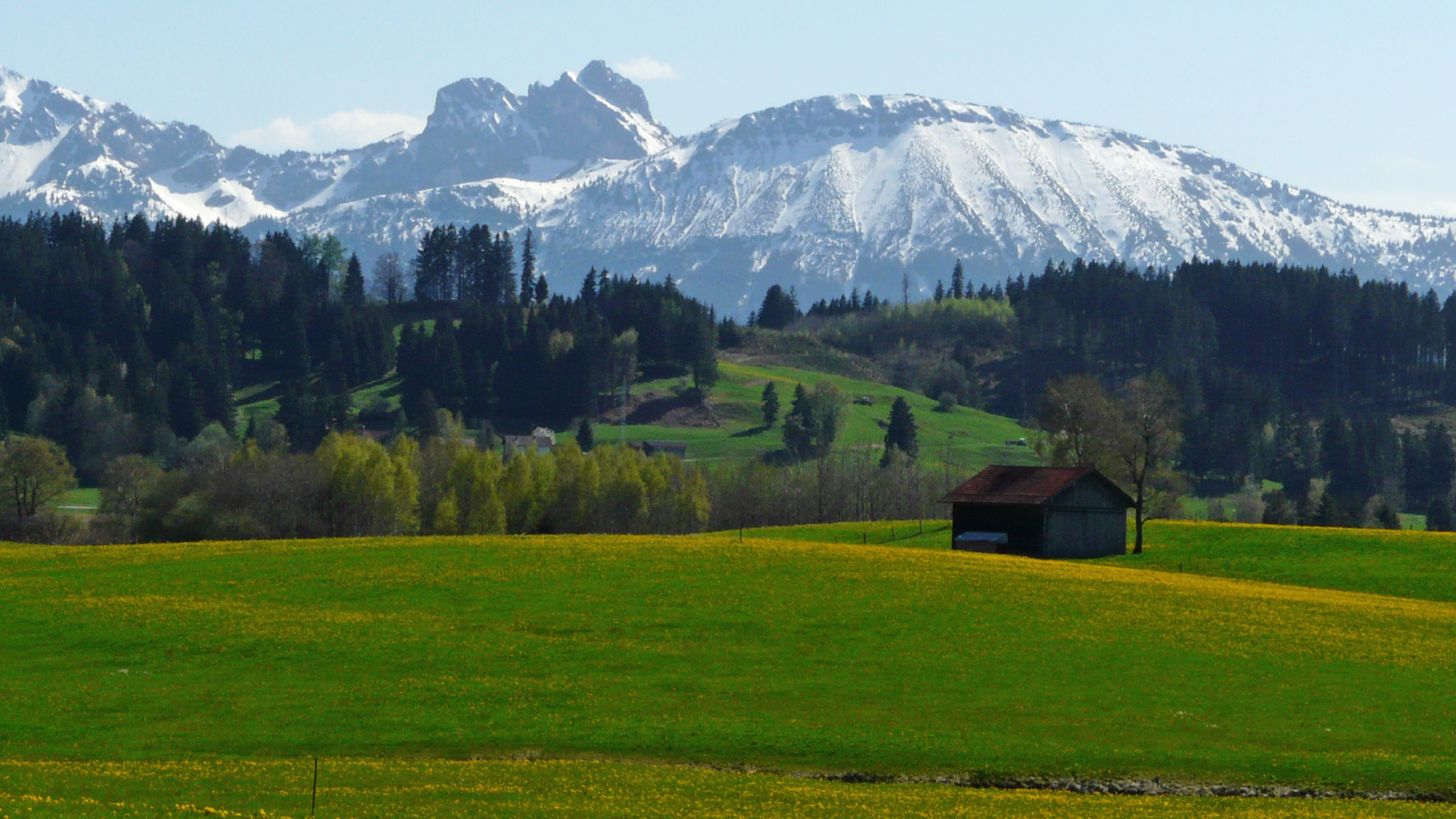
Frühling bei Seeg
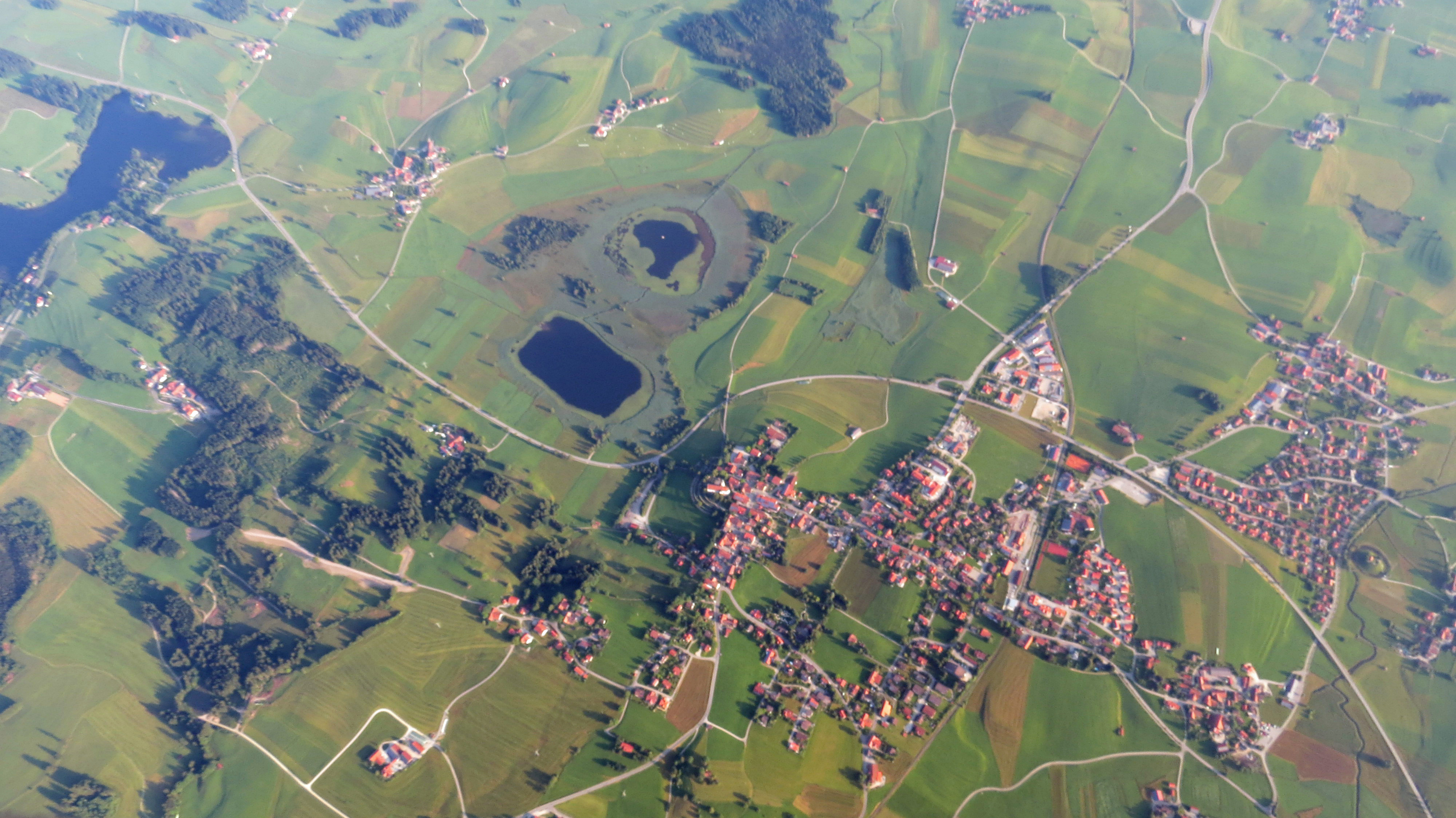
Seeg von oben
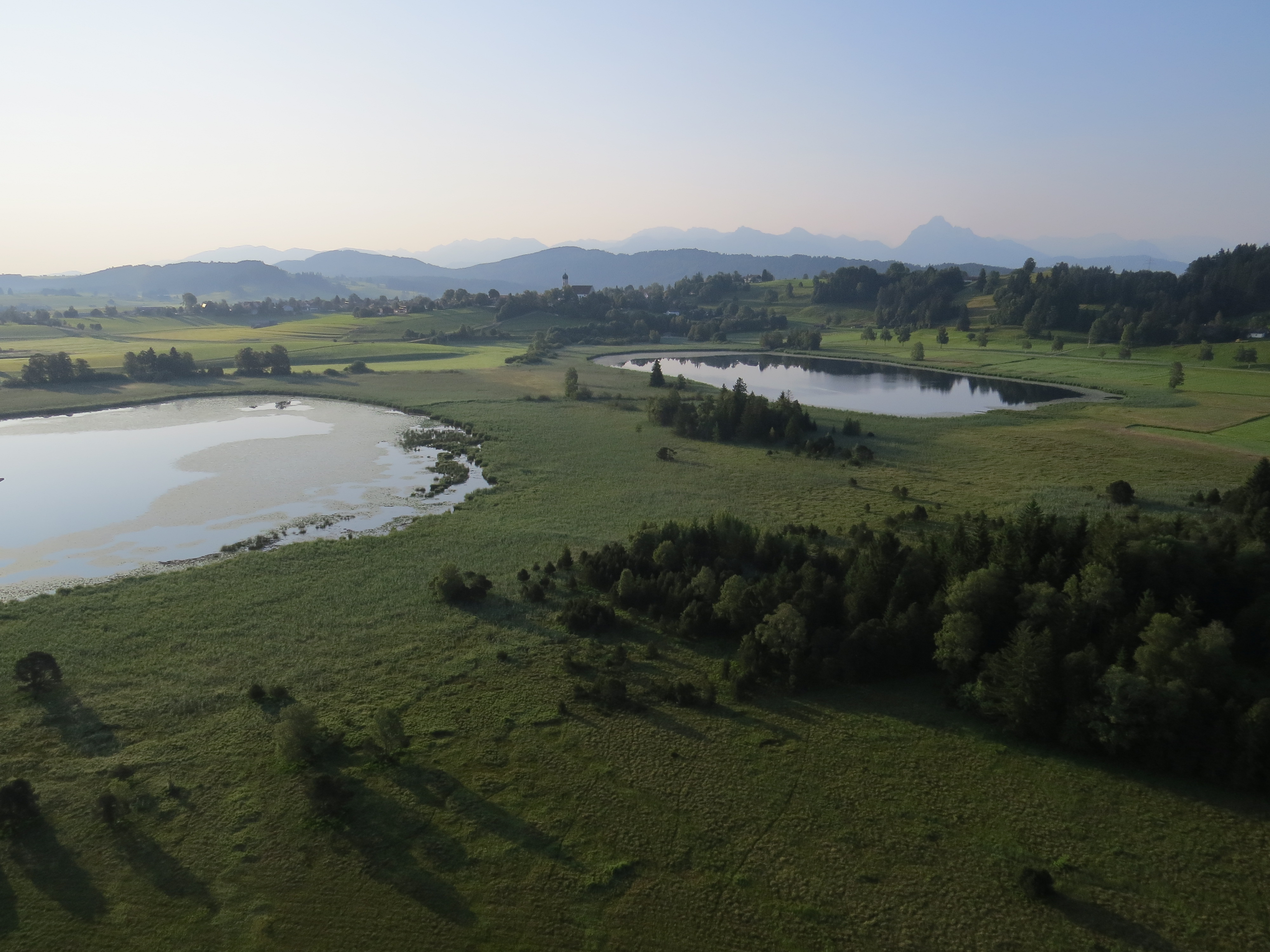
Seeger Seen
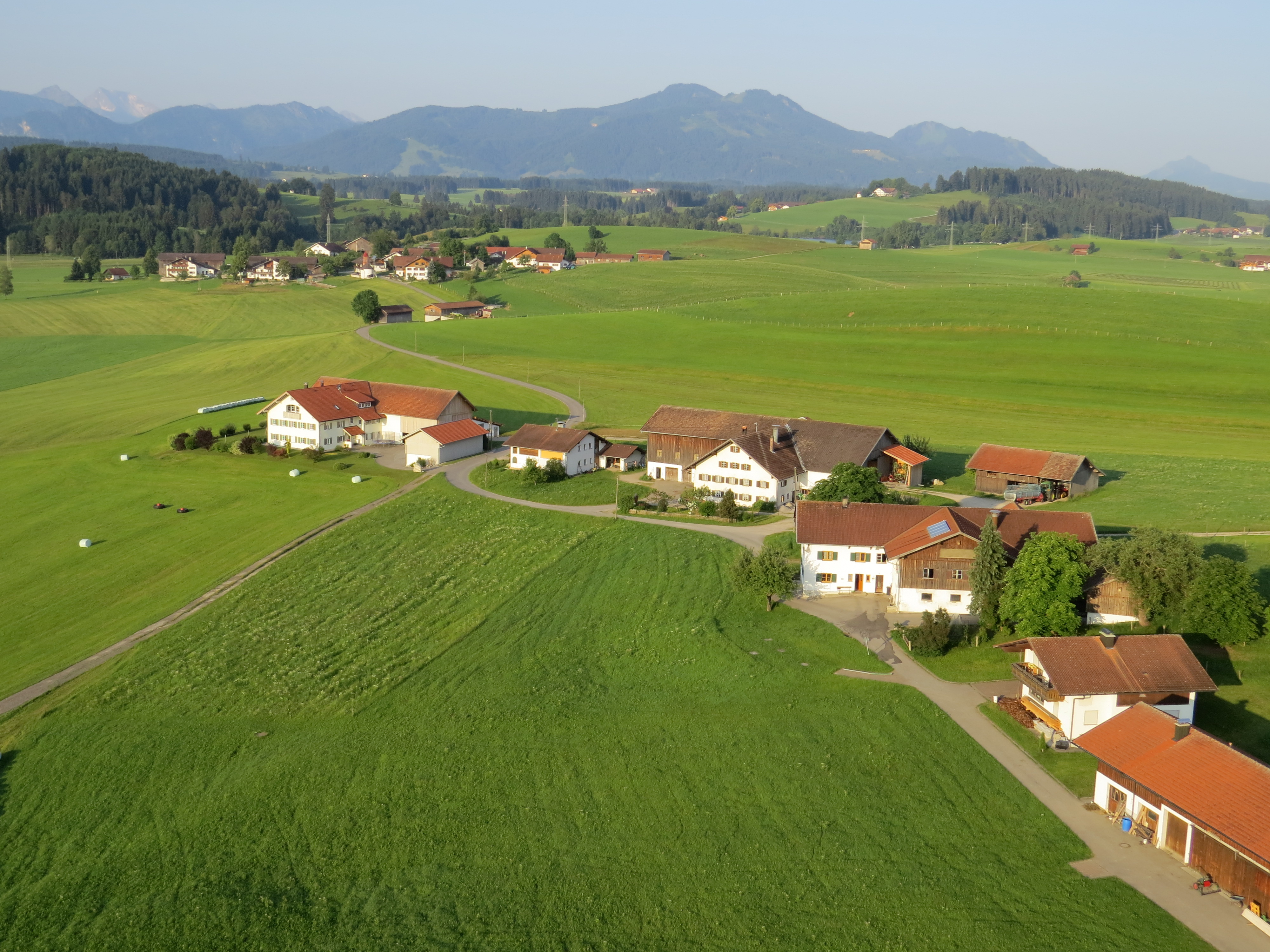
Seeweiler

## Persönlichkeiten
- Johann Baptist Angerer (1801–1878), Politiker und Landwirt
- Irene Epple-Waigel (* 1957), Skirennläuferin, Ehefrau von Theo Waigel
- Maria Epple-Beck (* 1959), Skirennläuferin